# Soltilo Angkor FC
Soltilo Angkor là một câu lạc bộ bóng đá ở Siêm Riệp, Campuchia. Đội chơi ở Giải vô địch bóng đá Campuchia, sân chơi cấp câu lạc bộ hàng đầu của bóng đá Campuchia.

## Đội hình hiện tại
| Số áo |          | Vị trí | Cầu thủ         |
| ----- | -------- | ------ | --------------- |
| 1     | Cambodia | GK     | Kong Rafat      |
| 2     | Cambodia | DF     | Sophal          |
| 3     | Cambodia | DF     | Ly Arifin       |
| 4     | Cambodia | DF     | Chan Veasna     |
| 6     | Cambodia | DF     | Ly Phyrunn      |
| 7     | Japan    | MF     | Unno Tomoyuki   |
| 8     | Cambodia | MF     | Eang Lyhour     |
| 9     | Cambodia | FW     | Prak Holland    |
| 10    | Japan    | MF     | Fumiya Kogure   |
| 13    | Japan    | MF     | Yuta Kikuchi    |
| 15    | Cambodia | DF     | Sok Vatana      |
| 16    | Cambodia | FW     | Chan Tholveasna |
| 17    | Cambodia | FW     | Peuy Raksmey    |

| Số áo |          | Vị trí | Cầu thủ                  |
| ----- | -------- | ------ | ------------------------ |
| 18    | Cambodia | DF     | Boun Vicheka             |
| 21    | Japan    | GK     | Kota Motoyama            |
| 23    | Japan    | DF     | Kento Fujihara (Captain) |
| 24    | Cambodia | MF     | Soeung Panha             |
| 26    | Cambodia | MF     | Roth Samnang             |
| 29    | Cambodia | DF     | Phan Makara              |
| 30    | Cambodia | MF     | Rous Kanal               |
| 32    | Cambodia | GK     | Neang Phannith           |
|       | Cambodia | GK     | Yok Ary                  |
|       | Cambodia | DF     | Ly Saroth                |
|       | Cambodia | DF     | Prak Sovanpiseth         |

## Thống kê đội hình
| Số áo | Vị trí | Cầu thủ            | VĐQG | VĐQG      | Hun Sen Cup | Hun Sen Cup | Tổng cộng | Tổng cộng |
| Số áo | Vị trí | Cầu thủ            | Trận | Bàn thắng | Trận        | Bàn thắng   | Trận      | Bàn thắng |
| ----- | ------ | ------------------ | ---- | --------- | ----------- | ----------- | --------- | --------- |
| 1     | GK     | Kong Rafat         | 1    | 0         | 0           | 0           | 1         | 0         |
| 2     | DF     | Keo Sophal         | 7    | 0         | 0           | 0           | 7         | 0         |
| 3     | DF     | Ly Arifin          | 8    | 0         | 0           | 0           | 8         | 0         |
| 4     | DF     | Ly Phyrunn         | 7    | 0         | 0           | 0           | 7         | 0         |
| 7     | MF     | Unno Tomoyuki      | 9    | 0         | 0           | 0           | 9         | 0         |
| 8     | MF     | Eang Lyhour        | 0    | 0         | 0           | 0           | 0         | 0         |
| 10    | MF     | Fumiya Kogure      | 8(1) | 3         | 0           | 0           | 8(1)      | 3         |
| 11    | FW     | Prak Chanratana    | 8(1) | 1         | 0           | 0           | 8(1)      | 1         |
| 13    | MF     | Yuta Kikuchi       | 8    | 3         | 0           | 0           | 8         | 3         |
| 14    | DF     | Phan Makara        | 1    | 0         | 0           | 0           | 1         | 0         |
| 15    | DF     | Sok Vatana         | 3    | 0         | 0           | 0           | 3         | 0         |
| 16    | DF     | Ly Saroth          | 3    | 1         | 0           | 0           | 3         | 1         |
| 17    | FW     | Peuy Raksmey       | 4    | 0         | 0           | 0           | 4         | 0         |
| 18    | DF     | Boun Vicheka       | 0    | 0         | 0           | 0           | 0         | 0         |
| 19    | FW     | Ly Moslim          | 1(1) | 2         | 0           | 0           | 1(1)      | 2         |
| 21    | GK     | Kota Motoyama      | 1    | 0         | 0           | 0           | 1         | 0         |
| 23    | DF     | Kento Fujihara (C) | 9    | 0         | 0           | 0           | 9         | 0         |
| 24    | MF     | Soeung Panha       | 6    | 0         | 0           | 0           | 6         | 0         |
| 27    | DF     | Prak Sovanpiseth   | 7(1) | 0         | 0           | 0           | 7(1)      | 0         |
| 30    | MF     | Rous Kanal         | 0    | 0         | 0           | 0           | 0         | 0         |
| 32    | GK     | Neang Phannith     | 0    | 0         | 0           | 0           | 0         | 0         |
| 33    | MF     | Roth Samnang       | 1    | 0         | 0           | 0           | 1         | 0         |
| 99    | GK     | Yok Ary            | 7    | 0         | 0           | 0           | 7         | 0         |
| No    | FW     | Chan Tholveasna    | 0    | 0         | 0           | 0           | 0         | 0         |
| No    | DF     | Chan Veasna        | 0    | 0         | 0           | 0           | 0         | 0         |